# George Darwin
- Este artigo foi inicialmente traduzido, total ou parcialmente, do artigo da Wikipédia em inglês cujo título é «George Darwin», especificamente desta versão.

George Howard Darwin, FRS (9 de julho de 1845 – Cambridge, 7 de dezembro de 1912) foi um astrônomo e matemático inglês.
Foi Professor Plumiano de Astronomia e Filosofia Experimental (1883–1912).
Foi palestrante convidado do Congresso Internacional de Matemáticos em Roma (1908: The rigidity of the earth).
George Darwin saiu da sombra de seu pai, Charles Darwin, o autor da origem das espécies. Se tornou o principal especialista inglês em marés. Faleceu em 7 de dezembro de 1912. Foi sepultado no Trumpington Extension Cemetery, Cambridge.

## Teoria da fissão lunar
Em 1878, George Darwin anunciou sua teoria de que a Lua se originara de uma fissão. Essa ideia recebeu algum crédito em parte por ter Charles Darwin como seu pai. Sua mãe foi Emma Darwin.
Como descobriu que a Lua se afasta da Terra, Darwin imaginou o que aconteceria se o processo fosse invertido. Recuando no tempo, a Lua se aproxima, e tanto a órbita lunar quanto a rotação da Terra tornam-se cada vez mais rápidas. Com o tempo, a Lua deve atingir e se fundir com ela. A conclusão lógica para Darwin era que uma porção da Terra, que girava rapidamente em estado fundido deveria ter se separado e formado a Lua.
Ele imediatamente começou a fazer cálculos matemáticos para inverter a trajetória da Lua até alcançar a Terra. Frustrado, chegou a um ponto quase na Terra e depois não pôde avançar mais, a matemática não o deixou avançar. Chegou a um ponto em que a Lua gira em torno da Terra a uma velocidade de cinco ou seis rotações por dia. E estava a 8.000 km da Terra. Mas os cálculos matemáticos não permitiram que os dois corpos entrassem em contato.
Essa teoria foi debatida durante décadas. Mas os cientistas acabaram por concluir que os movimentos relativos da Terra e da Lua não tinham o resultado de uma fissão. A Terra precisaria ter girado rápido demais para explicar sua velocidade atual de rotação.

## Descoberta do afastamento lunar
Através da análise da relação entre a Lua e as marés chegou a conclusão de que a Lua gradualmente se afastava cada vez mais da Terra. Isso só foi provado 95 anos depois na missão Apollo quando os astronautas foram à Lua e colocaram um painel refletor lá. Enviava um laser até a Lua, o raio refletia no painel, e voltava. E foi possível medir a distância exata da Lua (384.405 km). A distância aumenta 3,8 centímetros por ano, equivalente a uma polegada e meia.

## Prémios e honrarias
- 1868 - Prémio Smith
- 1884 - Medalha Real[4]
- 1892 - Medalha de Ouro da Royal Astronomical Society[5]
- 1911 - Medalha Copley[6]

## Obras
- "Tides" (Encyclopædia Britannica, Ninth Edition, 1875–89)
- The tides and kindred phenomena in the solar system (Boston, Houghton, 1899)
- Problems connected with the tides of a viscous spheroid (London, Harrison and Sons, 1879–1882)
- Scientific papers (Volume 1): Oceanic tides and lunar disturbances of gravity (Cambridge: University Press, 1907)
- Scientific papers (Volume 2): Tidal friction and cosmogony. (Cambridge: University Press, 1908)
- Scientific papers (Volume 3): Figures of equilibrium of rotating liquid and geophysical investigations. (Cambridge: University Press, 1908)
- Scientific papers (Volume 4): Periodic orbits and miscellaneous papers. (Cambridge: University Press, 1911)
- Scientific papers (Volume 5) Supplementary volume, containing biographical memoirs by Sir Francis Darwin and Professor E. W. Brown, lectures on Hill's lunar theory, etc. (Cambridge: University Press, 1916)
- The Scientific Papers of Sir George Darwin. 1907. Cambridge University Press (reissued by Cambridge University Press, 2009; ISBN 9781108004497)